# Heroji
Heroji (internationaler englischsprachiger Titel Heroes) ist ein Historien- und Abenteuerfilm von Goran Nikolić, der im Februar 2022 beim Internationalen Film Festival in Belgrad seine Premiere feierte.

## Handlung
In der Zeit nach der Schlacht im Kosovo im Jahr 1389. Ein Krieger ist auf dem Weg zurück nach Hause. Unterwegs begegnet er einem verwilderten Jungen, mit dem gemeinsam er seine Reise fortsetzt. Während ihrer Wanderung durch eine grausame Welt, in der viele Menschen versklavt wurden, entwickelt sich zwischen ihnen eine besondere Beziehung.

## Produktion
Regie führte Goran Nikolić, der auch das Drehbuch schrieb. Heroji ist sein Spielfilmdebüt.
Mladen Sovilj spielt in der Hauptrolle den Krieger. Todor Jovanović, der den Jungen spielt, war zum Zeitpunkt der Dreharbeiten drei Jahre alt. Als Erzähler des Films, der über keine Dialoge im klassischen Sinn verfügt, fungierte Žarko Laušević.

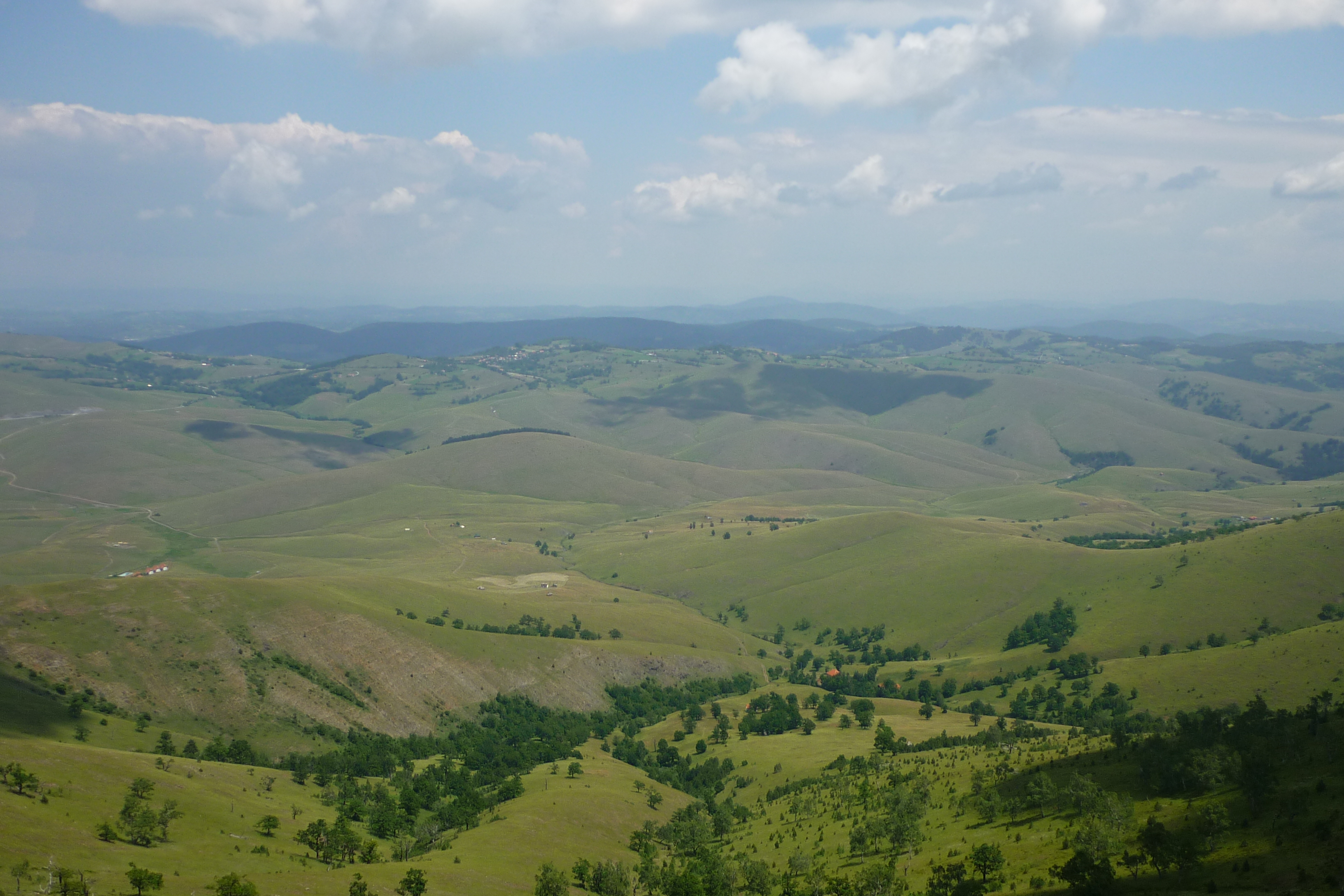
Einer der Drehorte: das Zlatibor-Gebirge

Die Dreharbeiten fanden in den Gemeinden Paraćin und Zlatibor am Fuße des gleichnamigen Gebirges, in der Banater Sandwüste und im Lipovička šuma statt, einem Waldgebiet außerhalb von Belgrad in den Gemeinden Voždovac und Barajevo. Als Kameramann fungierte Vladimir Đurić.
Die Premiere erfolgte am 27. Februar 2022 beim Internationalen Film Festival in Belgrad.

## Auszeichnungen
International Film Festival Belgrad 2022
- Lobende Erwähnung (Goran Nikolić)[6]